# Searsia gallagheri
Searsia gallagheri är en sumakväxtart som först beskrevs av Ghaz., och fick sitt nu gällande namn av Moffett. Searsia gallagheri ingår i släktet Searsia och familjen sumakväxter. Inga underarter finns listade i Catalogue of Life.